# Inkastare
| Inkastare |
| --- |
| Inkastare vid Vermont State Fair, 1941. - Betydelse – person som aktivt försöker locka in förbipasserande till nöjesetablissemang - Exempel på miljöer – cirkus, nöjespark, restaurang, nattklubb, bordell - Inom fiktionen – Billy Bigelow i Carousel, plåtmannen i The Wiz |

En inkastare är en person som försöker locka in förbipasserande till ett nöjesetablissemang eller evenemang. Detta kan exempelvis vara en cirkus, attraktion i nöjespark, restaurang, nattklubb eller bordell. Inkastaren har ofta en påträngande yrkesroll eller yrkesutövning.

## Funktion
En inkastare är ofta påträngande i sina övertalningsförsök, i sina utläggningar om de olika fördelarna med evenemanget eller etablissemanget. Sådant som utbud, nyheter, skönhet eller andra lockande egenskaper kan påpekas och ofta överdrivas.
En inkastare på en cirkus eller nöjespark kan ibland ge exempel på nöjesutbudet genom en kort uppvisning, genom att introducera artister och beskriva akter som de utför.

## Olika länder
På engelska finns de båda begreppen barker (amerikansk engelska) och tout (brittisk engelska), uttryck som kan användas och upplevas som skällsord. Yrkesmässiga barkers kan i USA beskriva sig själva som talkers (jämför programpresentatörer i TV och radio).
Den brittiska termen tout har historiskt kopplats samman med personer som försöker locka tänkbara kunder till att åka taxi. Detta fenomen, liksom inkastaren i stort, är ett omdiskuterat fenomen som ofta förknippas med oseriöst företagande och/eller marknadsföring.

## I kulturen, andra sammanhang
En känd inkastare inom fiktionen är Billy Bigelow, huvudpersonen i Rodgers & Hammersteins klassiska musikalpjäs Carousel (1945). Samma syssla hade även "plåtmannen", rollfigur i musikalfilmen The Wiz. Billy Bigelow var en amerikaniserad version av Liliom, huvudfiguren i den ungerske författaren Ferenc Molnárs teaterpjäs Liliom (förlaga till Carousel).
I modern tid har den amerikanska termen barker blivit använd för att beskriva politiska propagandister.